# Minimoog
De Minimoog is een analoge monofone synthesizer. Het is een van de meest invloedrijke synthesizers in de elektronische muziek.
Robert Moog produceerde de eerste van deze synthesizers in 1970. De opbouw van deze subtractieve analoge synthesizer stond min of meer model voor veel modellen die erna zijn gebouwd.
Het instrument beschikt over drie oscillatoren die meerdere golfvormen kunnen weergeven en over een ruisgenerator. Deze golfvormen worden samengevoegd en door een filter en een amplitude-envelope gestuurd (van het type ADSR). Het 24dB/octaafs-filter heeft een bijzonder karakter waardoor de minimoog binnen korte tijd erg populair werd bij veel muzikanten. Vooral de bastonen zijn zeer krachtig. De minimoog beschikt over een eigen klavier en een toon- en modulatie-wiel waarmee het geluid kan worden beïnvloed.
De Minimoog was niet alleen in de jaren 70 erg populair. Ook toen samplers en digitale synthesizers hun intrede deden in de jaren 80 bleef de Minimoog nog steeds een veelgebruikt instrument.